# Lista de geleiras da Índia
Esta é uma lista das notáveis geleiras (glaciares) da Índia.

## Lista de geleiras indianas

### Jammu e Kashmir
- Glaciar Siachen é a segunda geleira mais longa fora das regiões polares e a maior na região do Himalayas-Karakoram.
- Geleira Nubra
- Geleira Chong Kumdan
- Geleira Drang Drung
- Geleira Rimo

### Himachal Pradesh
- Geleira Bara Shigri
- Geleira Chandra
- Geleira Chandra Nahan
- Geleira Bhadal
- Geleira Bhaga
- Geleira A Senhora de Keylong
- Geleira Mukkila
- Geleira Sonapani
- Geleira Gora
- Geleira Perad
- Geleira Parbati e Dudhon
- Geleira Beas Kund
- Geleira Miyar

### Sikkim
- Geleira Zemu
- Geleira Rathong
- Geleira Lonak

### Uttarakhand

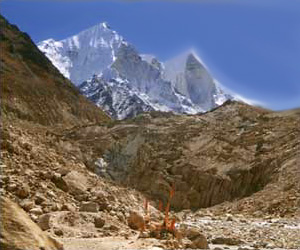
Goumukh, o ponto final da geleira Gangotri (direita inferior na imagem, atrás da bandeira do rezador). Os picos Bhagirathi se erguem ao fundo.

- Geleira Gangotri
- Geleira Kalabaland
- Geleira Meola
- Geleira Milam
- Geleira Namik
- Geleira Panchchuli
- Geleira Pindari
- Geleira Ralam
- Geleira Sona
- Geleira Kafni
- Geleira Sunderdhunga
- Geleira Jaundhar